# FC Slušovice
Football Club Slušovice w skrócie FC Slušovice – czeski klub piłkarski, grający w rozgrywkach I. A třída Zlínského kraje - sk. A (VI poziom rozgrywkowy), mający siedzibę w mieście Slušovice.

## Historia
Klub został założony w 1929 roku. Za czasów istnienia Czechosłowacji największym sukcesem klubu był awans do drugiej ligi czechosłowackiej w sezonie 1985/1986. Grał w niej do końca sezonu 1991/1992. Po rozpadzie Czechosłowacji grał w czwartej lidze czeskiej w sezonie 1993/1994. Z kolei w sezonie 1994/1995 awansował do drugiej ligi. Spędził w niej jeden sezon.

## Historyczne nazwy
- 1929 – SK Slušovice (Sportovní klub Slušovice)
- 1948 – Sokol Slušovice
- 196? – TJ JZD Slušovice (Tělovýchovná jednota Jednotné zemědělské družstvo Slušovice)
- 1986 – TJ JZD AK Slušovice (Tělovýchovná jednota Jednotné zemědělské družstvo Agrokombinát Slušovice)
- 1991 – TJ DAK MOVA Bratislava (Telovýchovná jednota Družstevný agrokombinát MOVA Bratislava) – z powodu niedostania licencji klub był zrejestrowany w Bratysławie, jednak grał w Slušovicach[2][3]
- 1993 – FC Alfa Slušovice (Football Club Alfa Slušovice)
- 1996 – fuzja z FK PS Přerov
- 1998 – FC Slušovice (Football Club Slušovice)

## Stadion
Domowe mecze klub rozgrywa na stadionie o nazwie Městský stadion Slušovice, położonym w mieście Slušovice. Stadion może pomieścić 7000 widzów.